# Lowriders (film)
 (septembre 2017).
Si vous disposez d'ouvrages ou d'articles de référence ou si vous connaissez des sites web de qualité traitant du thème abordé ici, merci de compléter l'article en donnant les références utiles à sa vérifiabilité et en les liant à la section « Notes et références ».
Lowriders est un film américain réalisé par Ricardo de Montreuil sorti en 2016 aux États-Unis.

## Synopsis
Lors d’une course automobile, un adolescent doit faire face à un choix difficile concernant sa famille...

## Fiche Technique
- Titre : Lowriders
- Réalisation : Ricardo de Montreuil
- Scénario : Elgin James et Cheo Hodari Coker
- Production : Brian Grazer et Jason Blum
- Photographie : Andrés E. Sánchez
- Montage : Billy T.Fox et Kiran Pallegadda
- Musique : Bryan Senti
- Société de production : Blumhouse Productions, Imagine Entertainment et Telemundo
- Société de distribution : BH Tilt et OTL Releasing ; Universal Pictures
- Budget : 5 millions de dollars
- Box-office : 6,3 millions de dollars
- Pays de production :  États-Unis
- Langue originale : anglais
- Durée : 1 heure 39 minutes (99 minutes)
- Date de sortie : 
  - États-Unis : 1er Juin 2016 (Festival du film de Los Angeles), 12 mai 2017 (sortie nationale)
  - France : 17 Septembre 2017 (en VOD)

## Distribution
- Demián Bichir (VF : Laurent Maurel) : Miguel Alvarez
- Gabriel Chavarria (VF : Juan Llorca) : Danny Alvarez
- Theo Rossi (VF : Patrick Mancini) : Francisco "Ghost" Alvarez
- Melissa Benoist (VF : Zina Khakhoulia) : Lorelai
- Tony Revolori (VF : Simon Koukissa) : Chuy
- Eva Longoria (VF : Odile Schmitt) : Gloria Alvarez
- Cress Williams (VF : Nicolas Justamon) : Detective Stallworth
- David Fernandez Jr. : MC
- Yvette Monreal (VF : Anne-Charlotte Piau) : Claudia
- Montse Hernandez (VF : Aurélie Konaté) : Isabel
- Noel Gugliemi (VF : Yann Guillemot) : Angel
- Bryan Rubio : Gordo

## Distinctions
Sauf indication contraire ou complémentaire, les informations mentionnées dans cette section proviennent de la base de données IMDb.

### Nominations
- California on Location Awards 2015 : Meilleur assistant réalisateur de l'année pour Michael Shanahan
- Imagen Awards 2017 : 
  - Meilleur acteur pour Gabriel Chavarria
  - Meilleur acteur pour Theo Rossi
  - Meilleure actrice pour Eva Longoria
  - Meilleur réalisateur pour Ricardo de Montreuil